# Government Museum (Mathura)

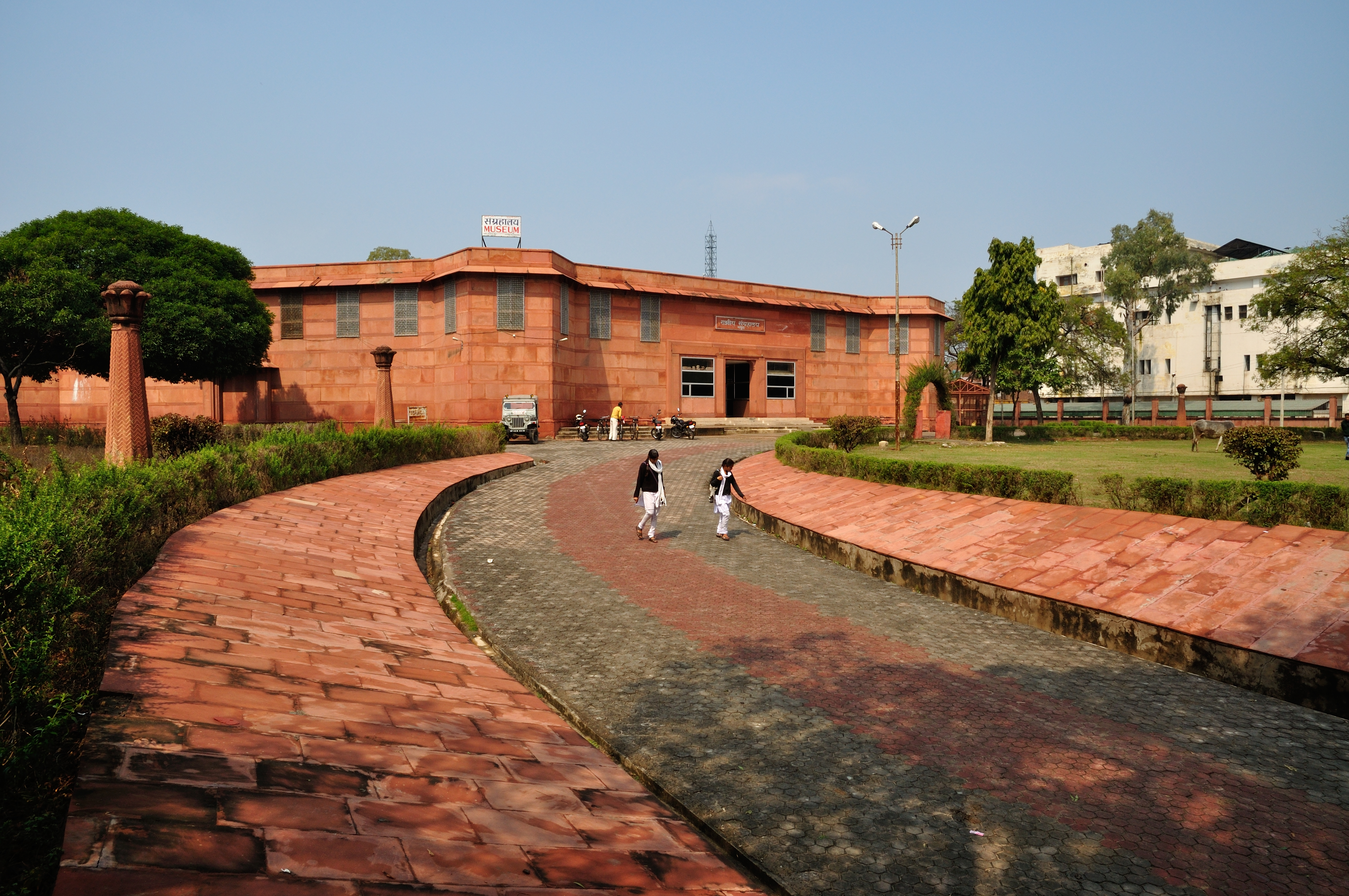
Government Museum, Mathura

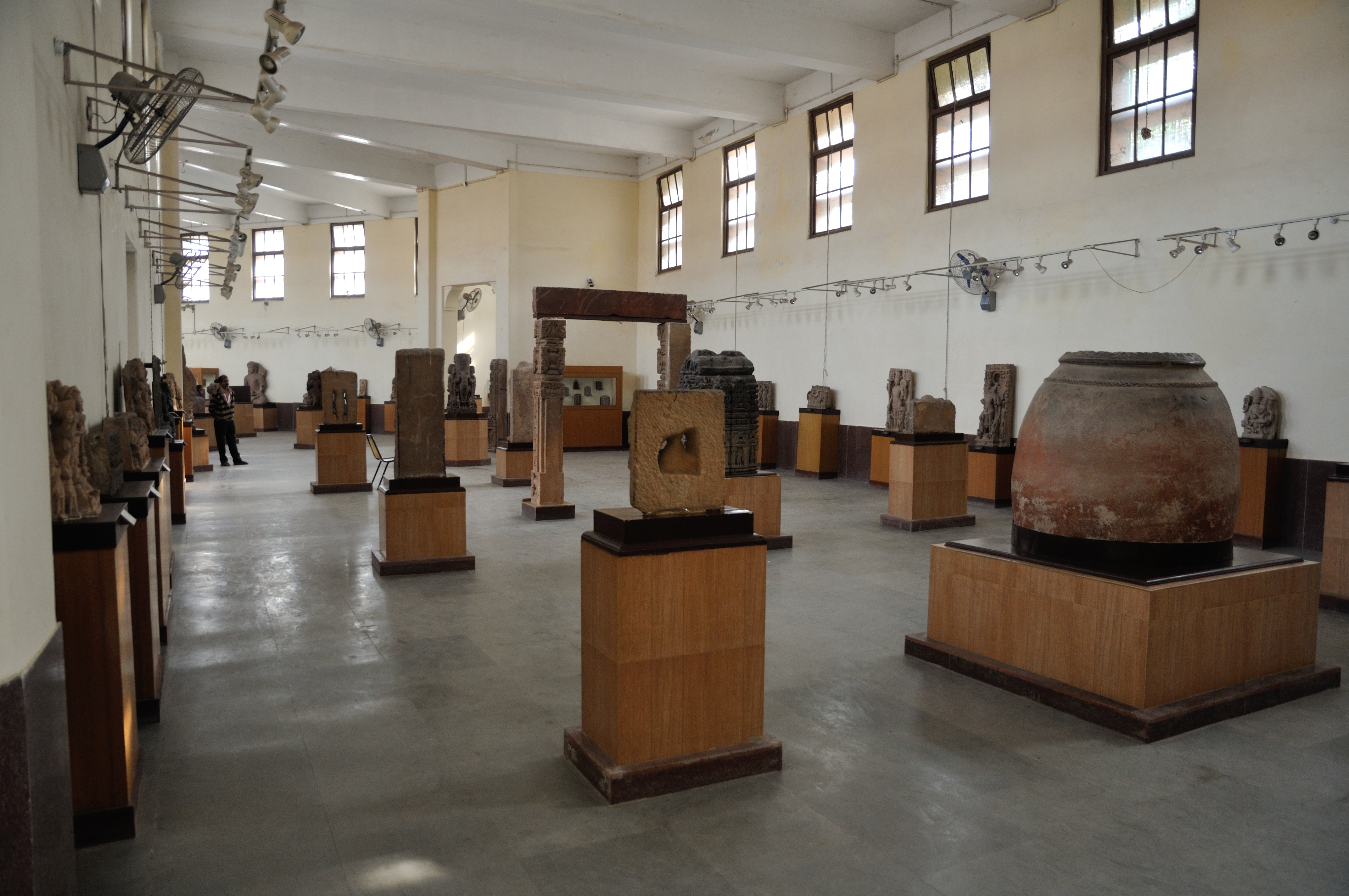
Government Museum, Mathura

Das von Touristen nur selten besuchte Government Museum in der nordindischen Stadt Mathura gehört – neben dem Nationalmuseum Neu-Delhi, dem Indian Museum in Kolkata (ehemals Kalkutta) und dem Government Museum (Chennai) – zu den größten und führenden Museen des Landes.

## Lage
Das Museum liegt am Rand des Dampier-Parks etwa 300 m westlich der Mathura Cantonment Railway Station und ist vom etwa 2,5 km nordwestlich gelegenen Stadtzentrum aus am besten per Motorriksha oder Taxi zu erreichen.

## Geschichte
Das Museum ging im Jahr 1874 aus einer Privatsammlung des britischen District collectors F. S. Growse hervor. Es hieß zuerst Curzon Museum of Archaeology, dann Archaeology Museum, Mathura und schließlich Government Museum, Mathura. Es wechselte in den Anfangsjahren mehrfach seinen Standort, doch seit 1930 ist es in einem damals neuerrichteten oktogonalen Bau aus rotem Sandstein untergebracht.

## Sammlungen
Der Bestand des Museums reicht von prähistorischen Kleinskulpturen über die bedeutenden Steinskulpturen der Kuschana-Periode (2./3. Jahrhundert) bis hin zu späteren buddhistischen, hinduistischen und jainistischen Werken aus Tempeln der näheren und weiteren Umgebung.

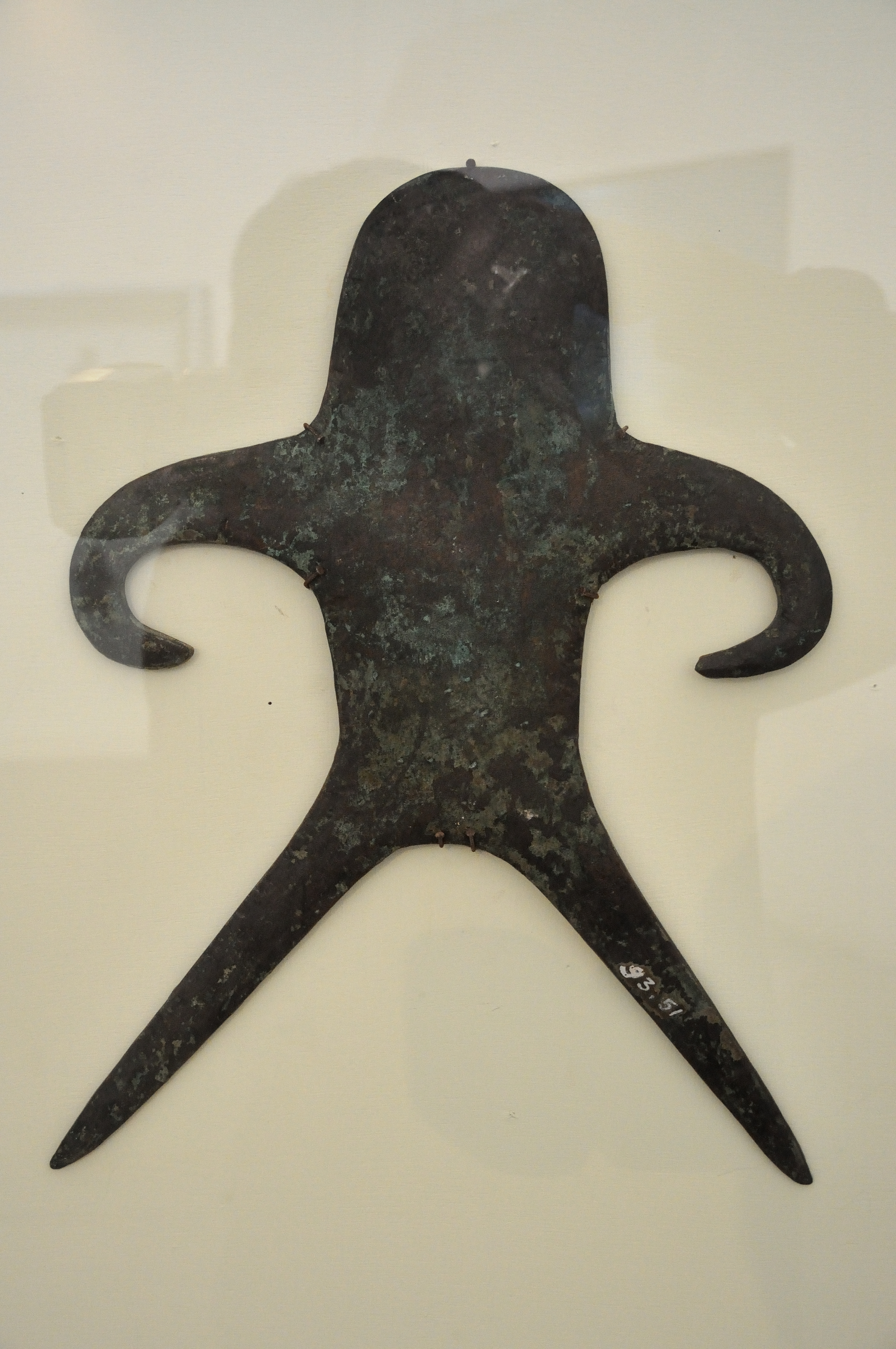
anthropomorphes Kupferfigürchen, Shahabad (ca. 1000 v. Chr.)
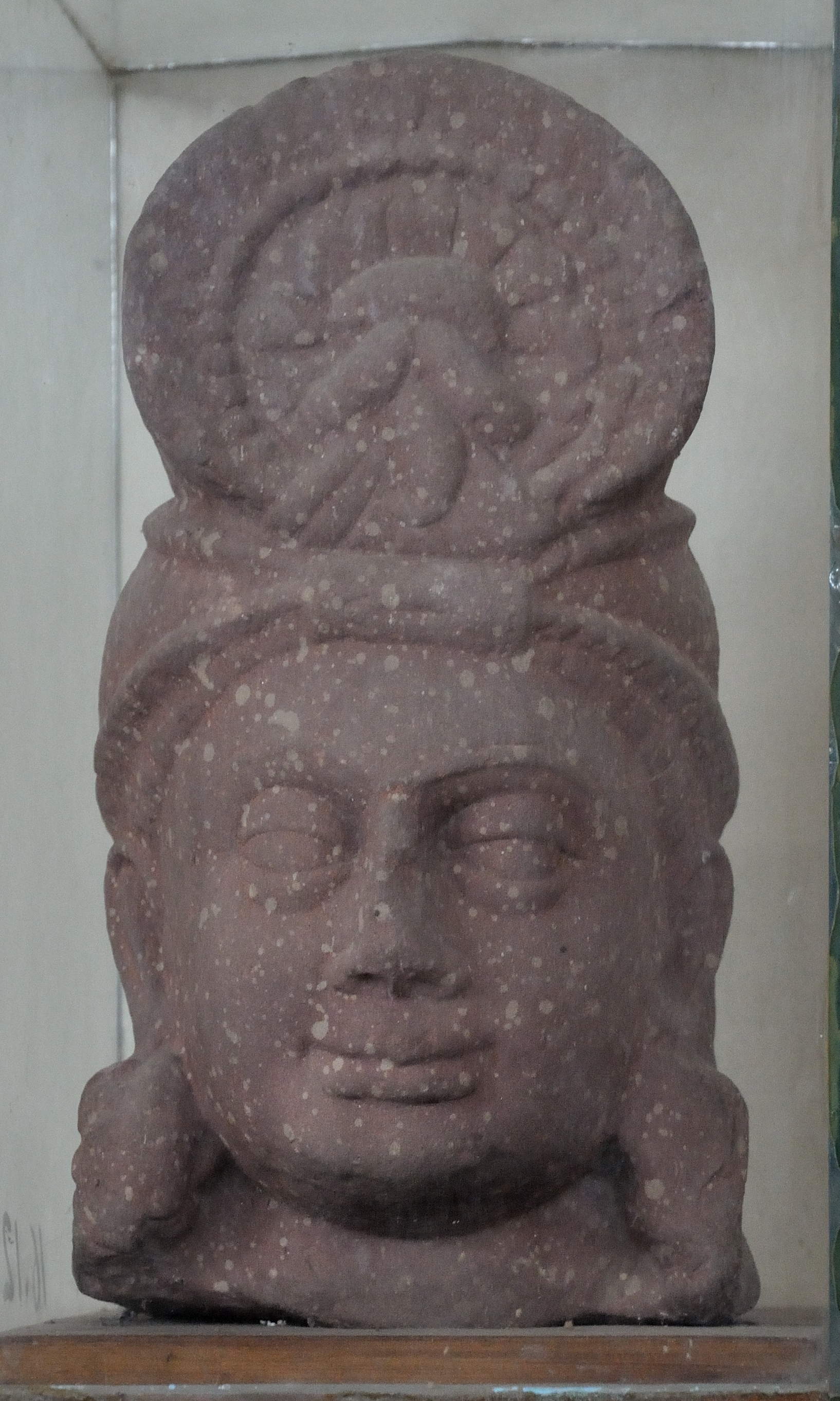
Bodhisattva mit Turban (ca. 1. Jh.)
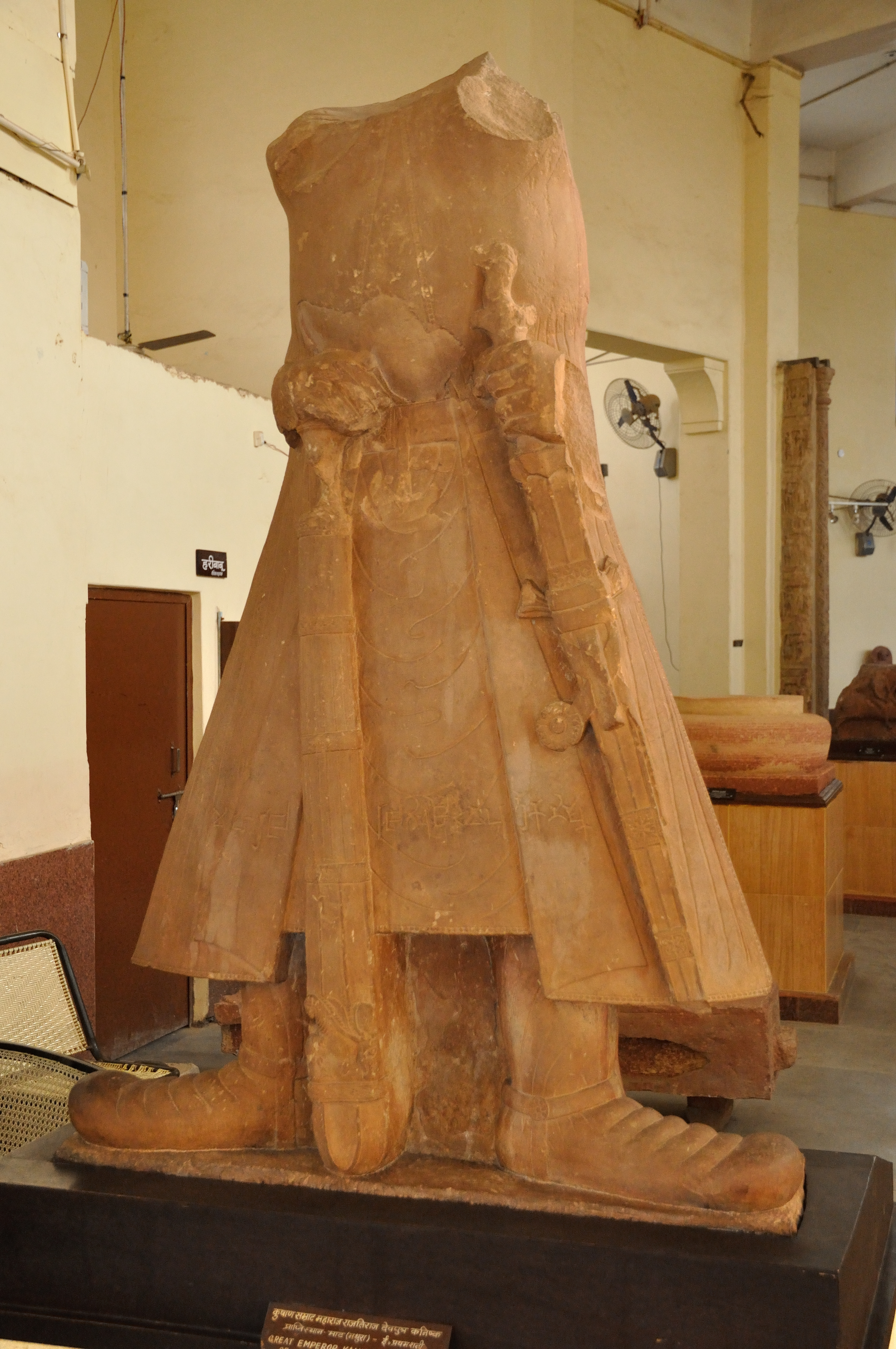
Statue von Kanischka I. (reg. ca. 127–140), Kuschana-Periode (ca. 2./3. Jh.)
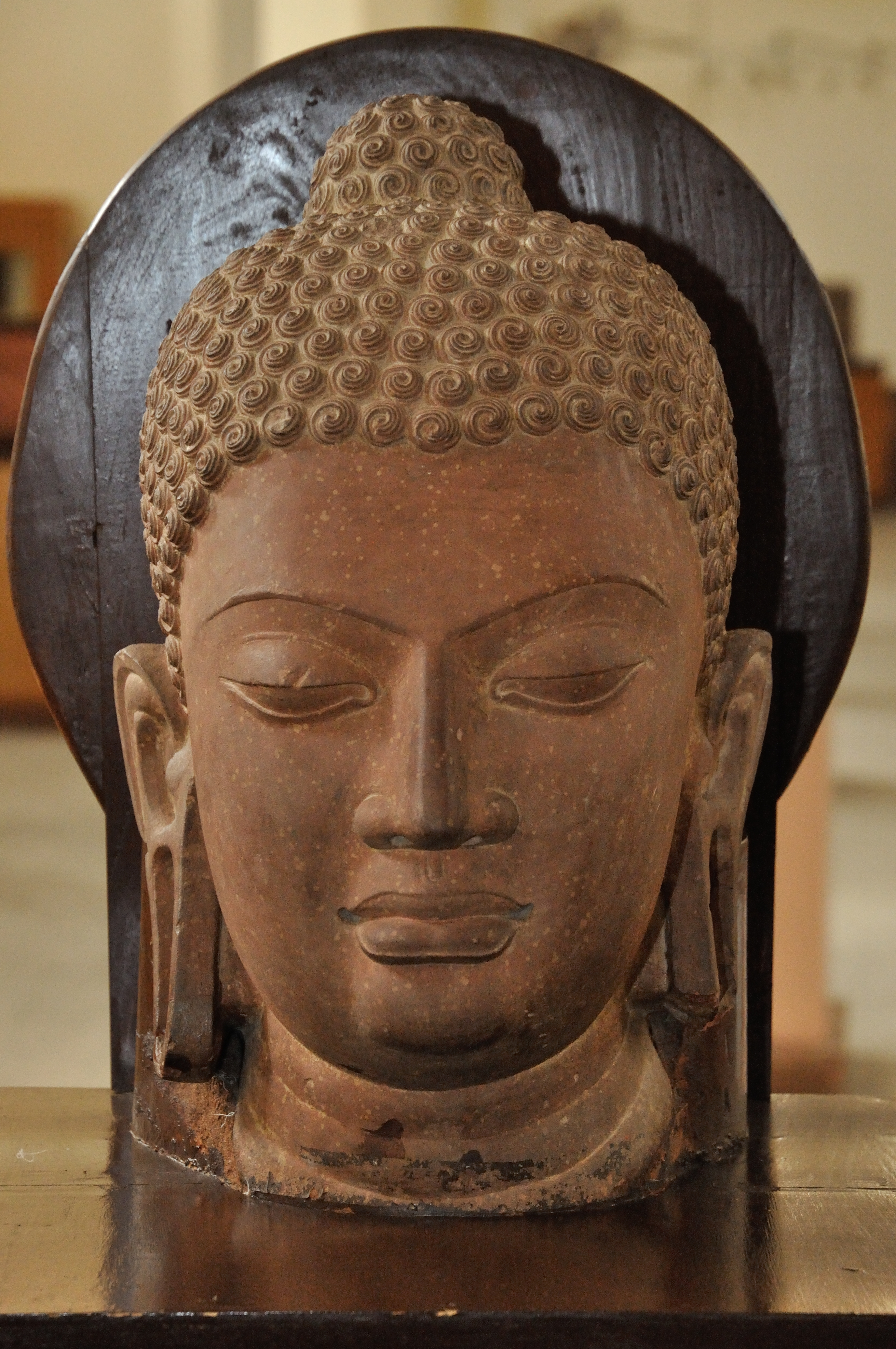
Kopf einer Jaina-Figur, Chamunda Mound bei Mathura (ca. 5. Jh.)
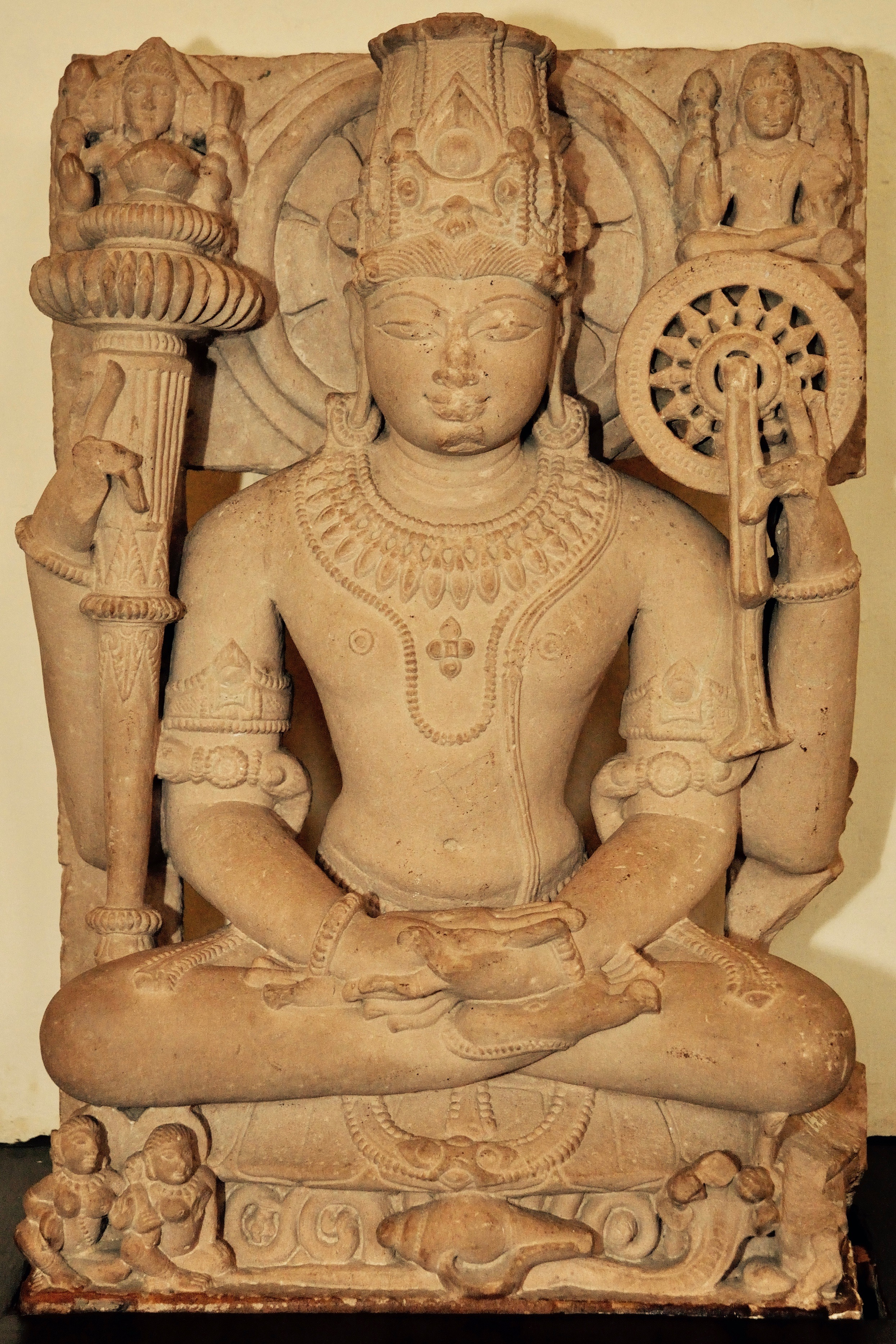
Meditierender Vishnu mit Keule (gada) und Wurfscheibe (chakra) (ca. 11./12. Jh.)
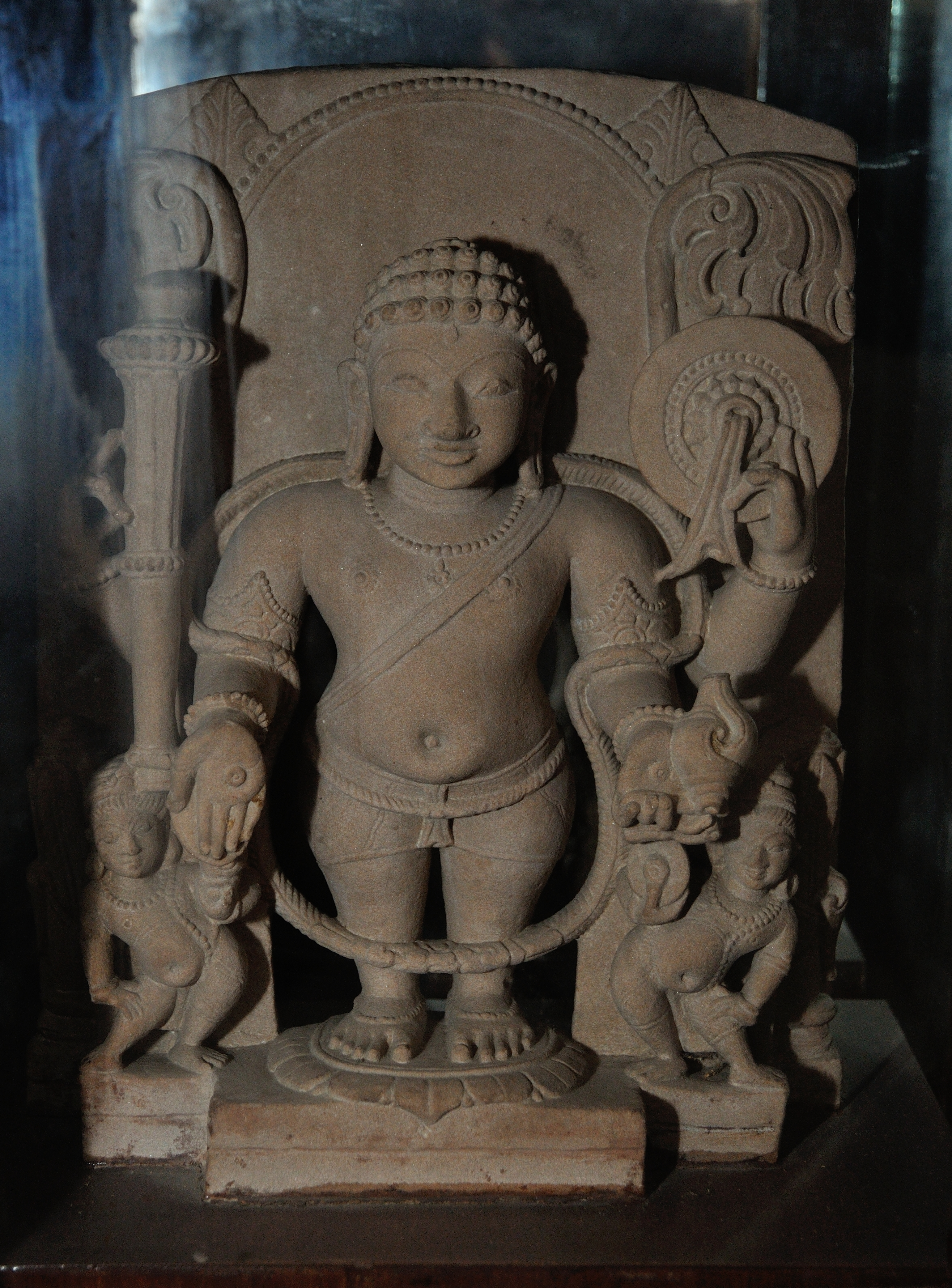
Vishnu als Zwerg (vamana) (ca. 11./12. Jh.)
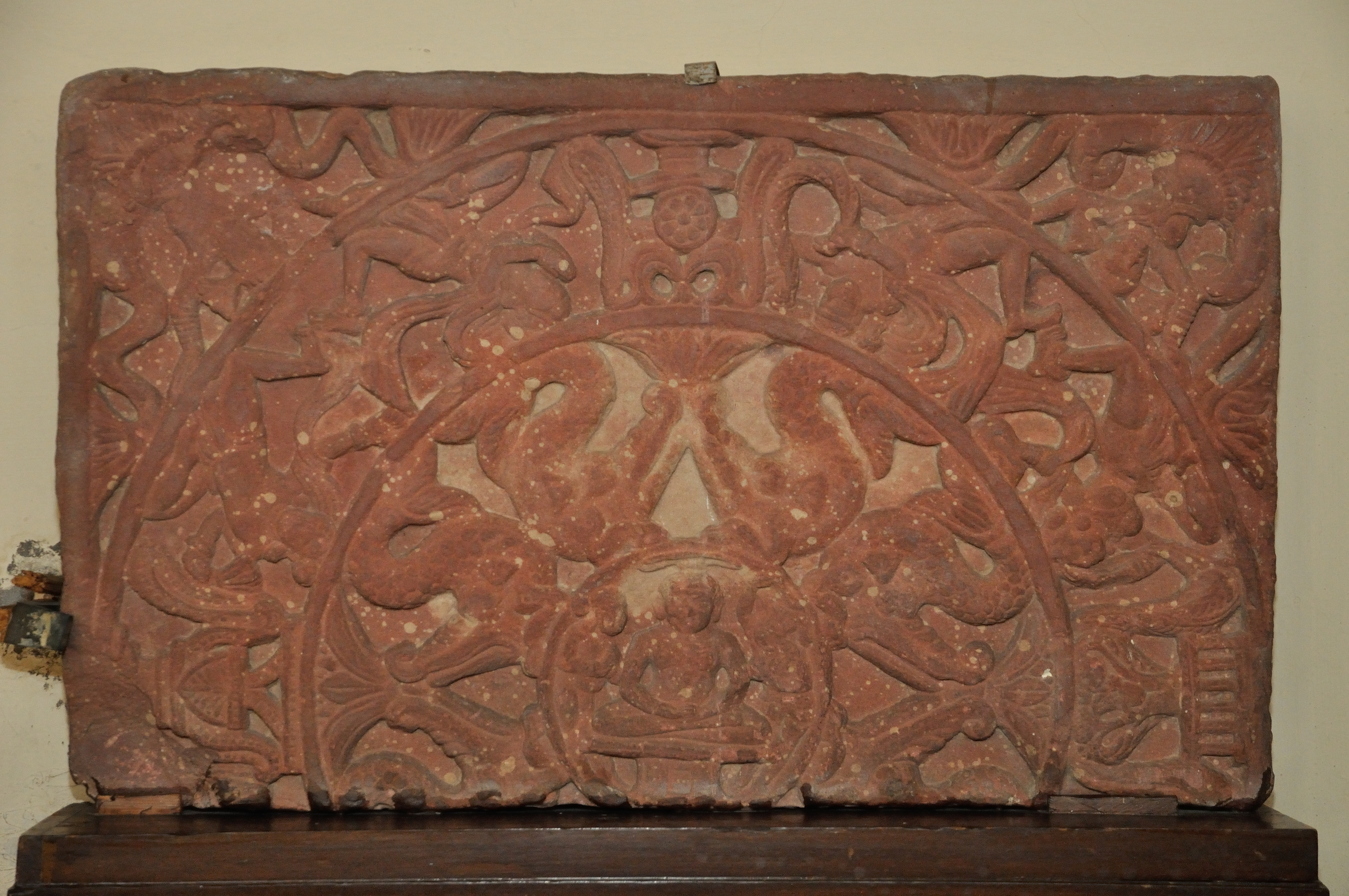
Obere Hälfte Ayagapata; zentral Tirthankara (drittes Viertel 1. Jh.), Chaubiapada-Tila bei Mathura